# Doumega
Doumega este o comună rurală din departamentul Dogondoutchi, regiunea Dosso, Niger, cu o populație de 26.485 de locuitori (2001).